# Beşiktaş Jimnastik Kulübü 2014-2015 (pallavolo maschile)
Questa voce raccoglie le informazioni riguardanti il Beşiktaş Jimnastik Kulübü nella stagione 2014-2015.

## Organigramma societario
Area direttiva
- Presidente: Fikret Orman

Area tecnica
- Allenatore: Meftun Eren
- Secondo allenatore: Kerem Eryılmaz
- Statistico: Emre Yalçınkaya

## Rosa
| N° | Nome              | Ruolo | Data di nascita   | Nazionalità sportiva |
| -- | ----------------- | ----- | ----------------- | -------------------- |
| 1  | Yankı Uslu        | S     | 17 aprile 1989    | Turchia              |
| 3  | Mithat Uykan      | C     | 29 giugno 1991    | Turchia              |
| 4  | Demirhan Durul    | O     | 1º maggio 1989    | Turchia              |
| 5  | Şevket Öztürk     | C     | 13 luglio 1978    | Turchia              |
| 6  | Mustafa Alkan     | L     | 1º giugno 1988    | Turchia              |
| 7  | Leonardo Caldeira | S     | 28 settembre 1982 | Brasile              |
| 8  | Ceyhun Tendar     | P     | 14 aprile 1987    | Turchia              |
| 9  | Adriano Lamb      | P     | 16 settembre 1980 | Brasile              |
| 10 | Ali Sağır         | P     | 17 dicembre 1993  | Turchia              |
| 11 | Besnik Tanık      | S     | 2 novembre 1996   | Turchia              |
| 12 | Emircan Başarır   | P     | 29 settembre 1997 | Turchia              |
| 13 | Niels Klapwijk    | O     | 19 settembre 1985 | Paesi Bassi          |
| 14 | Ahmet Arslan      | C     | 7 dicembre 1990   | Turchia              |
| 15 | Ferhat Akdeniz    | C     | 26 ottobre 1986   | Turchia              |
| 17 | Mustafa Kırıcı    | S     | 15 marzo 1982     | Turchia              |
| 18 | Ahmet Karataş     | L     | 31 marzo 1991     | Turchia              |

## Mercato
| Acquisti | Acquisti          | Acquisti             | Acquisti   |
| R.       | Nome              | da                   | Modalità   |
| -------- | ----------------- | -------------------- | ---------- |
| S        | Yankı Uslu        | İstanbul BB          | definitivo |
| C        | Şevket Öztürk     | Düzce                | definitivo |
| L        | Mustafa Alkan     | Kahramanmaraş BB     | definitivo |
| S        | Leonardo Caldeira | Olympiakos           | definitivo |
| P        | Ceyhun Tendar     | Fenerbahçe           | definitivo |
| P        | Adriano Lamb      | Zalău                | definitivo |
| P        | Ali Sağır         | Fenerbahçe           | prestito   |
| S        | Besnik Tanık      | giovanili            | definitivo |
| P        | Emircan Başarır   | giovanili            | definitivo |
| O        | Niels Klapwijk    | Porto Robur Costa    | definitivo |
| C        | Ahmet Arslan      | Maliye Milli Piyango | definitivo |
| C        | Ferhat Akdeniz    | Galatasaray          | definitivo |
| S        | Mustafa Kırıcı    | Maliye Milli Piyango | definitivo |
| L        | Ahmet Karataş     | Maliye Okulu         | definitivo |

## Risultati

### Voleybol 1. Ligi

#### Regular season

##### Andata
| 1ª giornata - 19 ottobre 2014 BJK Akatlar Arena, Istanbul          | Beşiktaş       | 3 - 0 | Şahinbey             | 25-18, 25-21, 25-23               |
| 2ª giornata - 26 ottobre 2014 Burhan Felek Spor Salonu, Istanbul   | Galatasaray    | 3 - 1 | Beşiktaş             | 25-23, 25-17, 25-21               |
| 3ª giornata - 29 ottobre 2014 BJK Akatlar Arena, Istanbul          | Beşiktaş       | 3 - 1 | Palandöken           | 25-23, 21-25, 32-30, 25-22        |
| 4ª giornata - 1º novembre 2014 İzmir Atatürk Spor Salonu, Smirne   | Arkas          | 3 - 1 | Beşiktaş             | 25-19, 27-25, 22-25, 25-20        |
| 5ª giornata - 9 novembre 2014 İnegöl Kapalı Spor Salonu, İnegöl    | İnegöl         | 1 - 3 | Beşiktaş             | 24-26, 25-23, 18-25, 26-28        |
| 6ª giornata - 16 novembre 2014 BJK Akatlar Arena, Istanbul         | Beşiktaş       | 3 - 0 | Gümüşhane Torul      | 25-22, 25-18, 25-22               |
| 7ª giornata - 23 novembre 2014 Başkent Voleybol Salonu, Ankara     | Halkbank       | 3 - 0 | Beşiktaş             | 25-17 25-14 25-19                 |
| 8ª giornata - 30 novembre 2014 BJK Akatlar Arena, Istanbul         | Beşiktaş       | 2 - 3 | Fenerbahçe           | 18-25, 28-26, 25-23, 27-29, 13-15 |
| 9ª giornata - 7 dicembre 2014 Başkent Voleybol Salonu, Ankara      | Ziraat Bankası | 3 - 1 | Beşiktaş             | 20-25, 25-14, 25-15, 25-21        |
| 10ª giornata - 14 dicembre 2014 BJK Akatlar Arena, Istanbul        | Beşiktaş       | 0 - 3 | Maliye Milli Piyango | 20-25, 21-25, 25-27               |
| 11ª giornata - 21 dicembre 2014 Burhan Felek Spor Salonu, Istanbul | İstanbul BB    | 1 - 3 | Beşiktaş             | 23-25, 22-25, 25-17, 23-25        |

##### Ritorno
| 12ª giornata - 10 gennaio 2015 Karatas Sahinbey Spor Salonu, Gaziantep   | Şahinbey             | 1 - 3 | Beşiktaş       | 21-25, 26-24, 21-25, 14-25        |
| 13ª giornata - 16 gennaio 2015 BJK Akatlar Arena, Istanbul               | Beşiktaş             | 2 - 3 | Galatasaray    | 22-25, 25-23, 25-21, 14-25, 15-17 |
| 14ª giornata - 24 gennaio 2015 Recep Tayyip Erdoğan Spor Salonu, Erzurum | Palandöken           | 0 - 3 | Beşiktaş       | 16-25, 24-26, 29-31               |
| 15ª giornata - 31 gennaio 2015 BJK Akatlar Arena, Istanbul               | Beşiktaş             | 2 - 3 | Arkas          | 20-25, 19-25, 29-27, 25-21, 9-15  |
| 16ª giornata - 8 febbraio 2015 BJK Akatlar Arena, Istanbul               | Beşiktaş             | 3 - 0 | İnegöl         | 25-22, 25-19, 25-20               |
| 17ª giornata - 14 febbraio 2015 Torul Spor Salonu ve Cim Saha, Gümüşhane | Gümüşhane Torul      | 2 - 3 | Beşiktaş       | 23-25, 20-25, 25-22, 25-23, 12-15 |
| 18ª giornata - 21 febbraio 2015 BJK Akatlar Arena, Istanbul              | Beşiktaş             | 0 - 3 | Halkbank       | 20-25, 19-25, 25-27               |
| 19ª giornata - 28 febbraio 2015 Burhan Felek Spor Salonu, Istanbul       | Fenerbahçe           | 3 - 0 | Beşiktaş       | 25-23, 25-18, 25-17               |
| 20ª giornata - 7 marzo 2015 BJK Akatlar Arena, Istanbul                  | Beşiktaş             | 1 - 3 | Ziraat Bankası | 25-17, 16-25, 17-25, 19-25        |
| 21ª giornata - 14 marzo 2015 Başkent Voleybol Salonu, Ankara             | Maliye Milli Piyango | 3 - 2 | Beşiktaş       | 17-25, 25-23, 25-22, 16-25, 15-8  |
| 22ª giornata - 21 marzo 2015 BJK Akatlar Arena, Istanbul                 | Beşiktaş             | 2 - 3 | İstanbul BB    | 22-25, 26-24, 25-20, 18-25, 14-16 |

#### Play-off scudetto
| Quarti di finale (gara 1) - 3 aprile 2015 BJK Akatlar Arena, Istanbul     | Beşiktaş | 1 - 3 | Halkbank | 18-25, 25-23, 20-25, 20-25 |
| Quarti di finale (gara 2) - 6 aprile 2015 Başkent Voleybol Salonu, Ankara | Halkbank | 3 - 1 | Beşiktaş | 25-20, 28-30, 25-14, 25-16 |

#### Play-off 5º posto
| Final four (gara 1) - 18 aprile 2015 İzmir Atatürk Spor Salonu, Smirne      | Fenerbahçe           | 1 - 3 | Beşiktaş             | 23-25, 33-31, 23-25, 21-25        |
| Final four (gara 2) - 19 aprile 2015 İzmir Atatürk Spor Salonu, Smirne      | Beşiktaş             | 0 - 3 | İstanbul BB          | 22-25, 19-25, 24-26               |
| Final four (gara 3) - 20 aprile 2015 İzmir Atatürk Spor Salonu, Smirne      | Maliye Milli Piyango | 2 - 3 | Beşiktaş             | 20-25, 25-21, 25-23, 27-29, 10-15 |
| Final four (gara 4) - 25 aprile 2015 Cengiz Göllü Kapalı Spor Salonu, Bursa | Beşiktaş             | 3 - 1 | Maliye Milli Piyango | 30-32, 25-23, 25-18, 36-34        |
| Final four (gara 5) - 26 aprile 2015 Cengiz Göllü Kapalı Spor Salonu, Bursa | İstanbul BB          | 3 - 1 | Beşiktaş             | 25-27, 25-20, 25-16, 25-21        |
| Final four (gara 6) - 27 aprile 2015 Cengiz Göllü Kapalı Spor Salonu, Bursa | Beşiktaş             | 3 - 0 | Fenerbahçe           | 25-20, 25-21, 25-23               |

## Statistiche

### Statistiche di squadra
| Competizione     | Punti | In casa | In casa | In casa | In trasferta | In trasferta | In trasferta | Totale | Totale | Totale |
| Competizione     | Punti | G       | V       | P       | G            | V            | P            | G      | V      | P      |
| ---------------- | ----- | ------- | ------- | ------- | ------------ | ------------ | ------------ | ------ | ------ | ------ |
| Voleybol 1. Ligi | 32,4  | 12      | 4       | 8       | 12           | 5            | 7            | 30     | 13     | 17     |
| Totale           | -     | 12      | 4       | 8       | 12           | 5            | 7            | 30     | 13     | 17     |

G = partite giocate; V = partite vinte; P = partite perse

### Statistiche dei giocatori
| Giocatore   | Campionato | Campionato | Campionato | Campionato | Campionato | Totale | Totale | Totale | Totale | Totale |
| Giocatore   | P          | PT         | AV         | MV         | BV         | P      | PT     | AV     | MV     | BV     |
| ----------- | ---------- | ---------- | ---------- | ---------- | ---------- | ------ | ------ | ------ | ------ | ------ |
| F. Akdeniz  | 20         | 228        | 141        | 59         | 28         | 20     | 228    | 141    | 59     | 28     |
| M. Alkan    | 21         | 1          | 0          | 0          | 1          | 21     | 1      | 0      | 0      | 1      |
| A. Arslan   | 28         | 111        | 78         | 25         | 8          | 28     | 111    | 78     | 25     | 8      |
| E. Başarır  | 2          | 0          | 0          | 0          | 0          | 2      | 0      | 0      | 0      | 0      |
| L. Caldeira | 29         | 330        | 267        | 43         | 20         | 29     | 330    | 267    | 43     | 20     |
| D. Durul    | 23         | 45         | 36         | 6          | 3          | 23     | 45     | 36     | 6      | 3      |
| A. Karataş  | 30         | 1          | 1          | 0          | 0          | 30     | 1      | 1      | 0      | 0      |
| M. Kırıcı   | 30         | 176        | 140        | 27         | 9          | 30     | 176    | 140    | 27     | 9      |
| N. Klapwijk | 30         | 686        | 581        | 45         | 60         | 30     | 686    | 581    | 45     | 60     |
| A. Lamb     | 21         | 47         | 23         | 10         | 14         | 21     | 47     | 23     | 10     | 14     |
| Ş. Öztürk   | 10         | 27         | 10         | 11         | 6          | 10     | 27     | 10     | 11     | 6      |
| A. Sağır    | 23         | 8          | 5          | 3          | 0          | 23     | 8      | 5      | 3      | 0      |
| B. Tanık    | 4          | 0          | 0          | 0          | 0          | 4      | 0      | 0      | 0      | 0      |
| C. Tendar   | 20         | 32         | 16         | 7          | 9          | 20     | 32     | 16     | 7      | 9      |
| Y. Uslu     | 24         | 76         | 65         | 8          | 3          | 24     | 76     | 65     | 8      | 3      |
| M. Uykan    | 21         | 86         | 55         | 21         | 10         | 21     | 86     | 55     | 21     | 10     |

P = presenze; PT = punti totali; AV = attacchi vincenti; MV = muri vincenti; BV = battute vincenti